# Xylomedes cornifrons
Xylomedes cornifrons is een keversoort uit de familie boorkevers (Bostrichidae). De wetenschappelijke naam van de soort is voor het eerst geldig gepubliceerd in 1873 door Baudi di Selve.